# Tornei di tennis maschili nel 1954
Prima della nascita della cosiddetta "Era Open" del tennis, ossia l'apertura ai tennisti professionisti dei tornei che prima di quell'anno erano riservati ai tennisti dilettanti. Nel 1954 i tornei si distinguevano in pro e amatoriali: ai primi potevano partecipare solo i giocatori professionisti, mentre ai secondi potevano partecipare solo i tennisti dilettanti. Tutti i tornei più importanti erano amatoriali tra questi c'erano i tornei del Grande Slam: gli Australian Championships, gli Internazionali di Francia, il Torneo di Wimbledon e gli U.S. National Championships.

## Calendario

### Legenda
| Tornei amatoriali       |
| Tornei professionistici |

### Gennaio
| Settimana  | Torneo | Vincitore                         | Finalista                               | Semifinalisti            | Eliminati ai quarti                                 |
| ---------- | --- | --------------------------------- | --------------------------------------- | ------------------------ | --------------------------------------------------- |
| Gennaio    | New Zealand Championships 1954 Auckland, Nuova Zelanda Singolare - Doppio                                     | John A. Barry 8-6 6-3 6-3         | Mark Otway                              |                          |                                                     |
| Gennaio    | New Zealand Championships 1954 Auckland, Nuova Zelanda Singolare - Doppio                                     | John A. Barry Jeff Robson         |                                         |                          |                                                     |
| 1º gennaio | Sugar Bowl Invitation 1954 New Orleans, USA Singolare - Doppio                                                | Tom Brown 6-2 6-0 6-3             | Frederick Kovaleski                     |                          |                                                     |
| 1º gennaio | Sugar Bowl Invitation 1954 New Orleans, USA Singolare - Doppio                                                |                                   |                                         |                          |                                                     |
| 2 gennaio  | India National Championships 1954 Calcutta, India Singolare - Doppio                                          | Ramanathan Krishnan 6-2 6-3 7-5   | Jack Arkinstall                         |                          |                                                     |
| 2 gennaio  | India National Championships 1954 Calcutta, India Singolare - Doppio                                          |                                   |                                         |                          |                                                     |
| 3 gennaio  | Perth Championships 1954 Perth, Australia Singolare - Doppio                                                  | Don Candy 6-3 6-0 3-6 4-6 6-1     | John Blacklock                          |                          |                                                     |
| 3 gennaio  | Perth Championships 1954 Perth, Australia Singolare - Doppio                                                  |                                   |                                         |                          |                                                     |
| 4 gennaio  | Madison Square Garden Pro Championships 1954 New York, USA Parquet indoor Singolare - Doppio                  | Pancho Gonzales 7-9 6-4 6-4       | Pancho Segura                           | Don Budge Frank Sedgman  |                                                     |
| 4 gennaio  | Madison Square Garden Pro Championships 1954 New York, USA Parquet indoor Singolare - Doppio                  | Pancho Gonzales Pancho Segura 8-2 | Jack Kramer Frank Sedgman               | Don Budge Frank Sedgman  |                                                     |
| 8 gennaio  | The Inquirer Masters Round Robin Professional Tennis Tournament 1954 Filadelfia, USA Parquet indoor Singolare | Pancho Segura Round Robin         | Pancho Gonzales Don Budge Frank Sedgman |                          |                                                     |
| 9 gennaio  | Sydney Manly Seaside Championships 1954 Sydney, Australia Singolare - Doppio                                  | George Worthington 6-1 6-1        | Neale Fraser                            |                          |                                                     |
| 9 gennaio  | Sydney Manly Seaside Championships 1954 Sydney, Australia Singolare - Doppio                                  |                                   |                                         |                          |                                                     |
| 9 gennaio  | Dixie Championships 1954 Tampa, USA Singolare - Doppio                                                        | Gardnar Mulloy 11-9 8-6 6-4       | Ubert Vincent                           |                          |                                                     |
| 9 gennaio  | Dixie Championships 1954 Tampa, USA Singolare - Doppio                                                        |                                   |                                         |                          |                                                     |
| 9 gennaio  | Washington Indoor Professional Tennis Tournament 1954 Washington, USA Parquet indoor Singolare                | Frank Sedgman                     | Pancho Gonzales Don Budge Pancho Segura |                          |                                                     |
| 12 gennaio | South Australian Championships 1954 Adelaide, Australia Singolare - Doppio                                    | Tony Trabert 6-4 6-2 6-2          | Lew Hoad                                | Rex Hartwig Ken Rosewall | Ham Richardson Vic Seixas Mervyn Rose Billy Talbert |
| 12 gennaio | South Australian Championships 1954 Adelaide, Australia Singolare - Doppio                                    |                                   |                                         | Rex Hartwig Ken Rosewall | Ham Richardson Vic Seixas Mervyn Rose Billy Talbert |
| 16 gennaio | Thunderbird Classic 1954 Phoenix, USA Singolare - Doppio                                                      | Arthur Larsen 6-2 6-4 6-2         | Tom Brown                               |                          |                                                     |
| 16 gennaio | Thunderbird Classic 1954 Phoenix, USA Singolare - Doppio                                                      |                                   |                                         |                          |                                                     |
| 16 gennaio | Cumberland Championships 1954 Sydney, Australia Singolare - Doppio                                            | George Worthington 6-4 10-8       | Graham A. Regan                         |                          |                                                     |
| 16 gennaio | Cumberland Championships 1954 Sydney, Australia Singolare - Doppio                                            |                                   |                                         |                          |                                                     |
| 17 gennaio | Florida West Coast Championships 1954 Saint Petersburg, USA Singolare - Doppio                                | Lorne Main 6-3 6-4 6-2            | Ubert Vincent                           |                          |                                                     |
| 17 gennaio | Florida West Coast Championships 1954 Saint Petersburg, USA Singolare - Doppio                                |                                   |                                         |                          |                                                     |
| 24 gennaio | Northern India Championships 1954 New Delhi, India Singolare - Doppio                                         | Jack Arkinstall 6-2 7-5 6-3       | Staffan Stockenberg                     |                          |                                                     |
| 24 gennaio | Northern India Championships 1954 New Delhi, India Singolare - Doppio                                         |                                   |                                         |                          |                                                     |
| 24 gennaio | Florida Pro Championships 1954 Fort Lauderdale, USA Singolare                                                 | Frank Kovacs 7-5 2-6 6-4          | Bobby Riggs                             |                          |                                                     |
| 31 gennaio | Scandinavian Covered Court Championships 1954 Helsinki, Finlandia Singolare - Doppio                          | Sven Davidson 6-2 8-6 6-4         | Władysław Skonecki                      |                          |                                                     |
| 31 gennaio | Scandinavian Covered Court Championships 1954 Helsinki, Finlandia Singolare - Doppio                          |                                   |                                         |                          |                                                     |

### Febbraio
| Settimana   | Torneo                                                                               | Vincitore                                    | Finalista                     | Semifinalisti | Eliminati ai quarti |
| ----------- | ------------------------------------------------------------------------------------ | -------------------------------------------- | ----------------------------- | ------------- | ------------------- |
| febbraio    | Ceylon Championships 1954 Colombo, Sri Lanka Singolare - Doppio                      | Lennart Bergelin 6-4 6-4                     | Staffan Stockenberg           |               |                     |
| febbraio    | Ceylon Championships 1954 Colombo, Sri Lanka Singolare - Doppio                      |                                              |                               |               |                     |
| febbraio    | French Covered Court Championships 1954 Parigi, Francia Singolare - Doppio           | Torben Ulrich 6-2 6-3 6-3                    | Władysław Skonecki            |               |                     |
| febbraio    | French Covered Court Championships 1954 Parigi, Francia Singolare - Doppio           |                                              |                               |               |                     |
| 1º febbraio | Australian Championships 1954 Sydney, Australia Singolare - Doppio                   | Mervyn Rose 6-2 0-6 6-4 6-2                  | Rex Hartwig                   |               |                     |
| 1º febbraio | Australian Championships 1954 Sydney, Australia Singolare - Doppio                   | Rex Hartwig Mervyn Rose 6-3, 6-4, 6-2        | Neale Fraser Clive Wilderspin |               |                     |
| 1º febbraio | South Florida Championships 1954 West Palm Beach, USA Singolare - Doppio             | Gardnar Mulloy 6-1 4-6 6-2 2-6 6-2           | Lorne Main                    |               |                     |
| 1º febbraio | South Florida Championships 1954 West Palm Beach, USA Singolare - Doppio             |                                              |                               |               |                     |
| 7 febbraio  | Austin Smith Championships 1954 Fort Lauderdale, USA Singolare - Doppio              | Gardnar Mulloy 6-4 6-3 6-0                   | Lorne Main                    |               |                     |
| 7 febbraio  | Austin Smith Championships 1954 Fort Lauderdale, USA Singolare - Doppio              |                                              |                               |               |                     |
| 9 febbraio  | US Pro Clay Court Championships 1954 Miami Beach, USA Terra rossa Singolare - Doppio | Bobby Riggs 7-9 4-6 6-0 7-5 7-5              | Frank Kovacs                  |               |                     |
| 9 febbraio  | US Pro Clay Court Championships 1954 Miami Beach, USA Terra rossa Singolare - Doppio | Mitchell Gornto Robert Stubbs Jr 6-3 6-0 6-4 | Bobby Riggs Frank Kovacs      |               |                     |
| 14 febbraio | Western India Championships 1954 Bombay, India Singolare - Doppio                    | Jack Arkinstall 6-4 1-6 6-4                  | Sumant Misra                  |               |                     |
| 14 febbraio | Western India Championships 1954 Bombay, India Singolare - Doppio                    |                                              |                               |               |                     |
| 14 febbraio | Palm Springs Invitational 1954 Palm Springs, USA Singolare - Doppio                  | Arthur Larsen 6-3 4-6 6-3                    | Tom Brown                     |               |                     |
| 14 febbraio | Palm Springs Invitational 1954 Palm Springs, USA Singolare - Doppio                  |                                              |                               |               |                     |
| 15 febbraio | Philippines International Championships 1954 Manila, Filippine Singolare - Doppio    | Lennart Bergelin 6-3 5-7 6-2 6-0             | Felicisimo Ampon              |               |                     |
| 15 febbraio | Philippines International Championships 1954 Manila, Filippine Singolare - Doppio    |                                              |                               |               |                     |
| 23 febbraio | University of Miami Championships 1954 Coral Gables, USA Singolare - Doppio          | Gardnar Mulloy 11-9 8-6 6-4                  | Ubert Vincent                 |               |                     |
| 23 febbraio | University of Miami Championships 1954 Coral Gables, USA Singolare - Doppio          |                                              |                               |               |                     |
| 23 febbraio | All India Hard Court Championships 1954 Madras, India Singolare - Doppio             | Jack Arkinstall 6-4 6-3 4-6 6-2              | Ramanathan Krishnan           |               |                     |
| 23 febbraio | All India Hard Court Championships 1954 Madras, India Singolare - Doppio             |                                              |                               |               |                     |
| 23 febbraio | US Indoors 1954 New York, USA Singolare - Doppio                                     | Sven Davidson 3-6 6-1 6-1 6-4                | Kurt Nielsen                  |               |                     |
| 23 febbraio | US Indoors 1954 New York, USA Singolare - Doppio                                     |                                              |                               |               |                     |
| 28 febbraio | Buffalo Indoor 1954 Buffalo, USA Singolare - Doppio                                  | Tony Trabert 6-4 14-12                       | Vic Seixas                    |               |                     |
| 28 febbraio | Buffalo Indoor 1954 Buffalo, USA Singolare - Doppio                                  |                                              |                               |               |                     |

### Marzo
| Settimana | Torneo                                                                                               | Vincitore                         | Finalista                 | Semifinalisti | Eliminati ai quarti |
| --------- | --- | --------------------------------- | ------------------------- | ------------- | ------------------- |
| 2 marzo   | Miami Invitational 1954 Miami, USA Singolare - Doppio                                                | Arthur Larsen 6-2 5-7 6-4         | Gardnar Mulloy            |               |                     |
| 2 marzo   | Miami Invitational 1954 Miami, USA Singolare - Doppio                                                |                                   |                           |               |                     |
| 4 marzo   | St Andrews Invitation 1954 Kingston, Giamaica Singolare - Doppio                                     | Arthur Larsen 4-6 6-1 6-2         | Gardnar Mulloy            |               |                     |
| 4 marzo   | St Andrews Invitation 1954 Kingston, Giamaica Singolare - Doppio                                     |                                   |                           |               |                     |
| 7 marzo   | Queensland Bay Championships 1954 Redcliffe, Australia Singolare - Doppio                            | Les Flanders 5-7 6-2 6-2          | N. Langford               |               |                     |
| 7 marzo   | Queensland Bay Championships 1954 Redcliffe, Australia Singolare - Doppio                            |                                   |                           |               |                     |
| 8 marzo   | Caribbean Championships 1954 Kingston, Giamaica Singolare - Doppio                                   | Arthur Larsen 7-5 6-2             | Sven Davidson             |               |                     |
| 8 marzo   | Caribbean Championships 1954 Kingston, Giamaica Singolare - Doppio                                   |                                   |                           |               |                     |
| 13 marzo  | Torneo di La Jolla 1954 La Jolla, USA Singolare - Doppio                                             | Tom Brown 6-3 6-4                 | Herbert Flam              |               |                     |
| 13 marzo  | Torneo di La Jolla 1954 La Jolla, USA Singolare - Doppio                                             |                                   |                           |               |                     |
| 14 marzo  | Egyptian International Cairo Championships 1954 Il Cairo, Egitto Singolare - Doppio                  | Enrique Morea 6-3 1-6 6-0 6-4     | Jaroslav Drobný           |               |                     |
| 14 marzo  | Egyptian International Cairo Championships 1954 Il Cairo, Egitto Singolare - Doppio                  |                                   |                           |               |                     |
| 14 marzo  | Cannes Championships 1954 Cannes, Francia Singolare - Doppio                                         | Donald L.M. Black 6-3 6-4         | Peter Molloy              |               |                     |
| 14 marzo  | Cannes Championships 1954 Cannes, Francia Singolare - Doppio                                         |                                   |                           |               |                     |
| 14 marzo  | Masters Invitational 1954 Jacksonville, USA Singolare - Doppio                                       | Arthur Larsen 6-2 6-1 6-3         | Kurt Nielsen              |               |                     |
| 14 marzo  | Masters Invitational 1954 Jacksonville, USA Singolare - Doppio                                       |                                   |                           |               |                     |
| 21 marzo  | Riviera Championships 1954 Mentone, Francia Singolare - Doppio                                       | Eduardo Argon 6-3 6-4 9-7         | Alexandre-Athenase Noghes |               |                     |
| 21 marzo  | Riviera Championships 1954 Mentone, Francia Singolare - Doppio                                       |                                   |                           |               |                     |
| 21 marzo  | Everglades Invitation 1954 Palm Beach, USA Singolare - Doppio                                        | Vic Seixas 6-2 7-5 6-1            | Arthur Larsen             |               |                     |
| 21 marzo  | Everglades Invitation 1954 Palm Beach, USA Singolare - Doppio                                        |                                   |                           |               |                     |
| 22 marzo  | New South Wales Hard Court Championships 1954 Dubbo, Australia Singolare - Doppio                    | George Worthington 6-2 6-8 6-2    | Mervyn Rose               |               |                     |
| 22 marzo  | New South Wales Hard Court Championships 1954 Dubbo, Australia Singolare - Doppio                    |                                   |                           |               |                     |
| 28 marzo  | Egyptian International Alexandria Championships 1954 Alessandria d'Egitto, Egitto Singolare - Doppio | Enrique Morea 6-2 6-0 5-7 6-3     | Fausto Gardini            |               |                     |
| 28 marzo  | Egyptian International Alexandria Championships 1954 Alessandria d'Egitto, Egitto Singolare - Doppio |                                   |                           |               |                     |
| 28 marzo  | Gallia Club Championships 1954 Cannes, Francia Singolare - Doppio                                    | Donald L.M. Black 6-2 6-2 1-6 6-2 | Bitti Bergamo             |               |                     |
| 28 marzo  | Gallia Club Championships 1954 Cannes, Francia Singolare - Doppio                                    |                                   |                           |               |                     |
| 28 marzo  | Good Neighbor Tournament 1954 Miami Beach, USA Singolare - Doppio                                    | Vic Seixas 3-6 11-9 9-7 6-3       | Arthur Larsen             |               |                     |
| 28 marzo  | Good Neighbor Tournament 1954 Miami Beach, USA Singolare - Doppio                                    |                                   |                           |               |                     |

### Aprile
| Settimana | Torneo                                                                                  | Vincitore                       | Finalista        | Semifinalisti | Eliminati ai quarti |
| --------- | --------------------------------------------------------------------------------------- | ------------------------------- | ---------------- | ------------- | ------------------- |
| aprile    | South African Championships 1954 Johannesburg, Sudafrica Singolare - Doppio             | Eric Sturgess 5-7 6-4 6-3 8-6   | Jaroslav Drobný  |               |                     |
| aprile    | South African Championships 1954 Johannesburg, Sudafrica Singolare - Doppio             |                                 |                  |               |                     |
| aprile    | Campionati Internazionali di Sicilia 1954 Palermo, Italia Singolare - Doppio            | Jaroslav Drobný 1-6 6-4 6-4 6-4 | Fausto Gardini   |               |                     |
| aprile    | Campionati Internazionali di Sicilia 1954 Palermo, Italia Singolare - Doppio            |                                 |                  |               |                     |
| 4 aprile  | Carlton Club Championships 1954 Cannes, Francia Singolare - Doppio                      | Gilbert Shea 6-4 1-6 6-2 6-2    | Ubert Vincent    |               |                     |
| 4 aprile  | Carlton Club Championships 1954 Cannes, Francia Singolare - Doppio                      |                                 |                  |               |                     |
| 5 aprile  | Caribe Hilton Championships 1954 San Juan, Porto Rico Singolare - Doppio                | Arthur Larsen 12-10 6-4 6-4     | Vic Seixas       |               |                     |
| 5 aprile  | Caribe Hilton Championships 1954 San Juan, Porto Rico Singolare - Doppio                |                                 |                  |               |                     |
| 10 aprile | Australian Hard Court Championships 1954 Brisbane, Australia Singolare - Doppio         | Mervyn Rose 7-5 6-4 6-2         | Don Candy        |               |                     |
| 10 aprile | Australian Hard Court Championships 1954 Brisbane, Australia Singolare - Doppio         |                                 |                  |               |                     |
| 10 aprile | Roehampton Hard Court Championships 1954 Roehampton, Gran Bretagna Singolare - Doppio   | John A. Barry 1-6 6-3 7-5       | Barrett          |               |                     |
| 10 aprile | Roehampton Hard Court Championships 1954 Roehampton, Gran Bretagna Singolare - Doppio   |                                 |                  |               |                     |
| 10 aprile | Italian Riviera Championships 1954 Sanremo, Italia Singolare - Doppio                   | Fausto Gardini 6-1 2-6 6-3 6-2  | Enrique Morea    |               |                     |
| 10 aprile | Italian Riviera Championships 1954 Sanremo, Italia Singolare - Doppio                   |                                 |                  |               |                     |
| 11 aprile | Eastern Suburbs Hard Court Championships 1954 Sydney, Australia Singolare - Doppio      | Max Anderson 6-3 6-4            | Warren Woodcock  |               |                     |
| 11 aprile | Eastern Suburbs Hard Court Championships 1954 Sydney, Australia Singolare - Doppio      |                                 |                  |               |                     |
| 17 aprile | Cumberland Hard Court Championships 1954 Cumberland, Gran Bretagna Singolare - Doppio   | Jeff Robson 6-3 6-4             | William Knight   |               |                     |
| 17 aprile | Cumberland Hard Court Championships 1954 Cumberland, Gran Bretagna Singolare - Doppio   |                                 |                  |               |                     |
| 18 aprile | Dallas Invitation 1954 Dallas, USA Singolare - Doppio                                   | Vic Seixas 6-2 1-6 6-1 6-4      | Tony Trabert     |               |                     |
| 18 aprile | Dallas Invitation 1954 Dallas, USA Singolare - Doppio                                   |                                 |                  |               |                     |
| 18 aprile | Monte Carlo Cup 1954 Monte Carlo, Monte Carlo Singolare - Doppio                        | Lorne Main 9-7 3-6 7-5 6-4      | Ubert Vincent    |               |                     |
| 18 aprile | Monte Carlo Cup 1954 Monte Carlo, Monte Carlo Singolare - Doppio                        |                                 |                  |               |                     |
| 19 aprile | South Coast New South Wales Championships 1954 Wollongong, Australia Singolare - Doppio | Neil Gibson 6-4 8-6             | Pepper           |               |                     |
| 19 aprile | South Coast New South Wales Championships 1954 Wollongong, Australia Singolare - Doppio |                                 |                  |               |                     |
| 19 aprile | New England Championships 1954 Armidale, Australia Singolare - Doppio                   | Keith Hawton 5-7 6-2 6-3        | Bower            |               |                     |
| 19 aprile | New England Championships 1954 Armidale, Australia Singolare - Doppio                   |                                 |                  |               |                     |
| 19 aprile | Far Northern Championships 1954 Glen Innes, Australia Singolare - Doppio                | A. Meyer 6-2 2-6 6-1            | Graham A. Regan  |               |                     |
| 19 aprile | Far Northern Championships 1954 Glen Innes, Australia Singolare - Doppio                |                                 |                  |               |                     |
| 19 aprile | Central Southern Championships 1954 Goulburn, Australia Singolare - Doppio              | Geoff Brown 6-2 6-1             | Johnson          |               |                     |
| 19 aprile | Central Southern Championships 1954 Goulburn, Australia Singolare - Doppio              |                                 |                  |               |                     |
| 19 aprile | Gunnedah Championships 1954 Gunnedah, Australia Singolare - Doppio                      | John O'Brien 6-2 8-6            | Gully            |               |                     |
| 19 aprile | Gunnedah Championships 1954 Gunnedah, Australia Singolare - Doppio                      |                                 |                  |               |                     |
| 19 aprile | Torneo di Kingaroy 1954 Kingaroy, Australia Singolare - Doppio                          | Prickett 6-4 6-2                | N. Langford      |               |                     |
| 19 aprile | Torneo di Kingaroy 1954 Kingaroy, Australia Singolare - Doppio                          |                                 |                  |               |                     |
| 19 aprile | City of Orange Championships 1954 Orange, Australia Singolare - Doppio                  | George Worthington 6-2 6-2      | Jack May         |               |                     |
| 19 aprile | City of Orange Championships 1954 Orange, Australia Singolare - Doppio                  |                                 |                  |               |                     |
| 19 aprile | Eden Monaro Championships 1954 Queanbeyan, Australia Singolare - Doppio                 | Max Anderson 6-1 8-6            | Christopherson   |               |                     |
| 19 aprile | Eden Monaro Championships 1954 Queanbeyan, Australia Singolare - Doppio                 |                                 |                  |               |                     |
| 19 aprile | Central Queensland Championships 1954 Rockhampton, Australia Singolare - Doppio         | Les Flanders 6-3 6-3            | Roy Emerson      |               |                     |
| 19 aprile | Central Queensland Championships 1954 Rockhampton, Australia Singolare - Doppio         |                                 |                  |               |                     |
| 19 aprile | Darling Downs Championships 1954 Toowoomba, Australia Erba Singolare - Doppio           | Ken Rosewall 6-4 6-2            | Malcolm Anderson |               |                     |
| 19 aprile | Darling Downs Championships 1954 Toowoomba, Australia Erba Singolare - Doppio           |                                 |                  |               |                     |
| 20 aprile | Tasmanian Championships 1954 Hobart, Australia Singolare - Doppio                       | Don Candy 6-4 6-2 3-6 6-4       | Mervyn Rose      |               |                     |
| 20 aprile | Tasmanian Championships 1954 Hobart, Australia Singolare - Doppio                       |                                 |                  |               |                     |
| 20 aprile | Western Australian Championships 1954 Perth, Australia Singolare - Doppio               | Clive Wilderspin 6-2 6-1 6-3    | Ashley Cooper    |               |                     |
| 20 aprile | Western Australian Championships 1954 Perth, Australia Singolare - Doppio               |                                 |                  |               |                     |
| 20 aprile | Southport Hard Court Championships 1954 Southport, Gran Bretagna Singolare - Doppio     | Mike Hann 7-5 6-2               | G.J. Chibbett    |               |                     |
| 20 aprile | Southport Hard Court Championships 1954 Southport, Gran Bretagna Singolare - Doppio     |                                 |                  |               |                     |
| 24 aprile | Rothmans Connaught Championships 1954 Chingford, Gran Bretagna Singolare - Doppio       | Torben Ulrich 6-2 1-6 6-0       | Bobby Wilson     |               |                     |
| 24 aprile | Rothmans Connaught Championships 1954 Chingford, Gran Bretagna Singolare - Doppio       |                                 |                  |               |                     |
| 24 aprile | Surrey Hard Court Championships 1954 Sutton, Gran Bretagna Singolare - Doppio           | Kurt Nielsen 6-3 6-4            | William Knight   |               |                     |
| 24 aprile | Surrey Hard Court Championships 1954 Sutton, Gran Bretagna Singolare - Doppio           |                                 |                  |               |                     |
| 25 aprile | Torneo di Genova 1954 Genova, Italia Singolare - Doppio                                 | Enrique Morea 6-3 7-5 6-4       | Fausto Gardini   |               |                     |
| 25 aprile | Torneo di Genova 1954 Genova, Italia Singolare - Doppio                                 |                                 |                  |               |                     |
| 25 aprile | River Oaks International Tennis Tournament 1954 Houston, USA Singolare - Doppio         | Dick Savitt 4-6 6-3 6-4 7-5     | Ham Richardson   |               |                     |
| 25 aprile | River Oaks International Tennis Tournament 1954 Houston, USA Singolare - Doppio         |                                 |                  |               |                     |
| 25 aprile | Nice Lawn Tennis Club Championships 1954 Nizza, Francia Singolare - Doppio              | Ubert Vincent 6-3 6-3 6-1       | Paul Remy        |               |                     |
| 25 aprile | Nice Lawn Tennis Club Championships 1954 Nizza, Francia Singolare - Doppio              |                                 |                  |               |                     |

### Maggio
| Settimana | Torneo                                                                              | Vincitore                                             | Finalista                   | Semifinalisti           | Eliminati ai quarti                          |
| --------- | ----------------------------------------------------------------------------------- | ----------------------------------------------------- | --------------------------- | ----------------------- | -------------------------------------------- |
| maggio    | USPLTA Spring Championships 1954 Woodside, USA Singolare - Doppio                   | Vini Rurac 6-3 6-1                                    | Leonard Hartman             |                         |                                              |
| maggio    | USPLTA Spring Championships 1954 Woodside, USA Singolare - Doppio                   | George Seewagen Sam Shore 6-4 6-3                     | Vini Rurac M. Stanovich     |                         |                                              |
| 1º maggio | British Hard Court Championships 1954 Bournemouth, Gran Bretagna Singolare - Doppio | Tony Mottram 6-4 6-3 7-5                              | Geoffrey Paish              |                         |                                              |
| 1º maggio | British Hard Court Championships 1954 Bournemouth, Gran Bretagna Singolare - Doppio |                                                       |                             |                         |                                              |
| 2 maggio  | Paris International Championships 1954 Parigi, Francia Singolare - Doppio           | Harold Burrows 7-5 2-6 6-3 8-6                        | Paul Remy                   |                         |                                              |
| 2 maggio  | Paris International Championships 1954 Parigi, Francia Singolare - Doppio           |                                                       |                             |                         |                                              |
| 2 maggio  | World Pro Championships 1954 Cleveland, USA Parquet indoor Singolare - Doppio       | Pancho Gonzales 6-3 9-7 3-6 6-2                       | Frank Sedgman               | Pancho Segura Don Budge | Al Doyle Carl Earn Frank Kovacs Jack Rodgers |
| 2 maggio  | World Pro Championships 1954 Cleveland, USA Parquet indoor Singolare - Doppio       | Pancho Gonzales Pancho Segura 11-9 3-6 6-3            | Don Budge Frank Sedgman     | Pancho Segura Don Budge | Al Doyle Carl Earn Frank Kovacs Jack Rodgers |
| 8 maggio  | London Hard Court Championships 1954 Hurlingham, Gran Bretagna Singolare - Doppio   | Robert Howe 6-1 5-7 6-1                               | Gordon Forbes               |                         |                                              |
| 8 maggio  | London Hard Court Championships 1954 Hurlingham, Gran Bretagna Singolare - Doppio   |                                                       |                             |                         |                                              |
| 8 maggio  | Southern California Championships 1954 Los Angeles, USA Singolare - Doppio          | Herbert Flam 6-1 4-6 6-1 9-7                          | Bob Perry                   |                         |                                              |
| 8 maggio  | Southern California Championships 1954 Los Angeles, USA Singolare - Doppio          |                                                       |                             |                         |                                              |
| 11 maggio | Internazionali d'Italia 1954 Roma, Italia Terra rossa Singolare - Doppio            | Budge Patty 11-9 6-4 6-4                              | Enrique Morea               |                         |                                              |
| 11 maggio | Internazionali d'Italia 1954 Roma, Italia Terra rossa Singolare - Doppio            | Jaroslav Drobny Enrique Morea 6-4, 0-6, 3-6, 6-3, 6-4 | Tony Trabert Vic Seixas     |                         |                                              |
| 15 maggio | Torneo di Harrogate 1954 Harrogate, Gran Bretagna Singolare - Doppio                | John A. Barry 2-6 6-2 6-4                             | Jeff Robson                 |                         |                                              |
| 15 maggio | Torneo di Harrogate 1954 Harrogate, Gran Bretagna Singolare - Doppio                |                                                       |                             |                         |                                              |
| 16 maggio | Torneo Godò 1954 Barcellona, Spagna Singolare - Doppio                              | Tony Trabert 6-0 6-3 6-2                              | Vic Seixas                  |                         |                                              |
| 16 maggio | Torneo Godò 1954 Barcellona, Spagna Singolare - Doppio                              | Vic Seixas Tony Trabert 6-3, 6-4, 6-2                 | Jack Arkinstall Malcolm Fox |                         |                                              |
| 22 maggio | Torneo di Sutton Coldfield 1954 Sutton, Gran Bretagna Singolare - Doppio            | David A. Samaai 7-5 3-6 6-3                           | Dawson C. Hamilton          |                         |                                              |
| 22 maggio | Torneo di Sutton Coldfield 1954 Sutton, Gran Bretagna Singolare - Doppio            |                                                       |                             |                         |                                              |
| 29 maggio | Torneo di Lytham St Annes 1954 Lytham St Annes, Gran Bretagna Singolare - Doppio    | J.C. Upton 2-6 6-3 8-6                                | Alan Mills                  |                         |                                              |
| 29 maggio | Torneo di Lytham St Annes 1954 Lytham St Annes, Gran Bretagna Singolare - Doppio    |                                                       |                             |                         |                                              |
| 29 maggio | Surrey Championships 1954 Surbiton, Gran Bretagna Singolare - Doppio                | John A. Barry titolo condiviso                        | Abe Segal                   |                         |                                              |
| 29 maggio | Surrey Championships 1954 Surbiton, Gran Bretagna Singolare - Doppio                |                                                       |                             |                         |                                              |
| 30 maggio | Internazionali di Francia 1954 Parigi, Francia Terra rossa Singolare - Doppio       | Tony Trabert 6-4 7-5 6-1                              | Arthur Larsen               |                         |                                              |
| 30 maggio | Internazionali di Francia 1954 Parigi, Francia Terra rossa Singolare - Doppio       | Vic Seixas Tony Trabert 6-4, 6-2, 6-1                 | Lew Hoad Ken Rosewall       |                         |                                              |

### Giugno
| Settimana | Torneo                                                                                    | Vincitore                                | Finalista                     | Semifinalisti           | Eliminati ai quarti                                 |
| --------- | ----------------------------------------------------------------------------------------- | ---------------------------------------- | ----------------------------- | ----------------------- | --------------------------------------------------- |
| giugno    | Blue and Gray Invitation 1954 Montgomery, USA Singolare - Doppio                          | Allen Morris 9-7 6-4 0-6 6-4             | Jose Aguero                   |                         |                                                     |
| giugno    | Blue and Gray Invitation 1954 Montgomery, USA Singolare - Doppio                          |                                          |                               |                         |                                                     |
| 5 giugno  | Barnes 1954 Lowther, Gran Bretagna Singolare - Doppio                                     | Peter Molloy 6-2 6-1                     | Eric Bulmer                   |                         |                                                     |
| 5 giugno  | Barnes 1954 Lowther, Gran Bretagna Singolare - Doppio                                     |                                          |                               |                         |                                                     |
| 5 giugno  | Northern Championships 1954 Manchester, Gran Bretagna Singolare - Doppio                  | Ken Rosewall 6-2 6-1                     | Rex Hartwig                   |                         |                                                     |
| 5 giugno  | Northern Championships 1954 Manchester, Gran Bretagna Singolare - Doppio                  |                                          |                               |                         |                                                     |
| 5 giugno  | Torneo di Torquay 1954 Torquay, Gran Bretagna Singolare - Doppio                          | Jaroslav Drobný 6-4 6-3                  | Jack Arkinstall               |                         |                                                     |
| 5 giugno  | Torneo di Torquay 1954 Torquay, Gran Bretagna Singolare - Doppio                          |                                          |                               |                         |                                                     |
| 5 giugno  | Torneo di Cheltenham 1954 Cheltenham, Gran Bretagna Singolare - Doppio                    | Dawson C. Hamilton 3-6 7-5 6-4           | J.A.T. Horn                   |                         |                                                     |
| 5 giugno  | Torneo di Cheltenham 1954 Cheltenham, Gran Bretagna Singolare - Doppio                    |                                          |                               |                         |                                                     |
| 5 giugno  | Copenaghen International 1954 Copenaghen, Danimarca Singolare - Doppio                    | Tony Trabert                             | Vic Seixas                    |                         |                                                     |
| 5 giugno  | Copenaghen International 1954 Copenaghen, Danimarca Singolare - Doppio                    |                                          |                               |                         |                                                     |
| 7 giugno  | Western Australian Hard Court Championships 1954 Kalgoorlie, Australia Singolare - Doppio | Clive Wilderspin 6-3 3-6 7-5 7-5         | Aleck Bridge                  |                         |                                                     |
| 7 giugno  | Western Australian Hard Court Championships 1954 Kalgoorlie, Australia Singolare - Doppio |                                          |                               |                         |                                                     |
| 9 giugno  | West Berlin Championships 1954 Berlino, Germania Singolare - Doppio                       | Gardnar Mulloy 7-9 8-6 6-4 3-6 6-3       | Budge Patty                   |                         |                                                     |
| 9 giugno  | West Berlin Championships 1954 Berlino, Germania Singolare - Doppio                       |                                          |                               |                         |                                                     |
| 9 giugno  | Belgium International Championships 1954 Bruxelles, Belgio Singolare - Doppio             | Lorne Main 6-1 2-6 6-3 6-4               | Irvin Dorfman                 |                         |                                                     |
| 9 giugno  | Belgium International Championships 1954 Bruxelles, Belgio Singolare - Doppio             |                                          |                               |                         |                                                     |
| 9 giugno  | The Priory 1954 Birmingham, Gran Bretagna Singolare - Doppio                              | Vic Seixas Tony Trabert titolo condiviso |                               |                         |                                                     |
| 9 giugno  | The Priory 1954 Birmingham, Gran Bretagna Singolare - Doppio                              |                                          |                               |                         |                                                     |
| 10 giugno | Glamorgan Championships 1954 Dinas Powis, Gran Bretagna Singolare - Doppio                | Geoffrey C. Pryor 6-4 7-5                | Robert J. Lee                 |                         |                                                     |
| 10 giugno | Glamorgan Championships 1954 Dinas Powis, Gran Bretagna Singolare - Doppio                |                                          |                               |                         |                                                     |
| 12 giugno | West of England Championships 1954 Bristol, Gran Bretagna Singolare - Doppio              | Jack Arkinstall titolo condiviso         | Jaroslav Drobný               |                         |                                                     |
| 12 giugno | West of England Championships 1954 Bristol, Gran Bretagna Singolare - Doppio              |                                          |                               |                         |                                                     |
| 13 giugno | Canadian Pro Championships 1954 Québec, Canada Singolare - Doppio                         | Bobby Riggs 1-6 6-0 6-3 6-0              | Robert Stubbs Jr              |                         |                                                     |
| 13 giugno | Canadian Pro Championships 1954 Québec, Canada Singolare - Doppio                         |                                          |                               |                         |                                                     |
| 13 giugno | US Pro Hard Court Championships 1954 Los Angeles, USA Cemento Singolare - Doppio          | Pancho Gonzales 6–4 4–6 2–6 6–2 6–4      | Pancho Segura                 | Carl Earn Frank Sedgman | Constantin Tanacescu Bob Rogers Gene Mako Sam Match |
| 13 giugno | US Pro Hard Court Championships 1954 Los Angeles, USA Cemento Singolare - Doppio          | Jack Kramer Frank Sedgman 6-2 6-2 6-4    | Pancho Gonzales Pancho Segura | Carl Earn Frank Sedgman | Constantin Tanacescu Bob Rogers Gene Mako Sam Match |
| 13 giugno | Torneo di Hannover 1954 Hannover, Germania Singolare - Doppio                             | Budge Patty 6-4 6-4 6-2                  | Milan Branovic                |                         |                                                     |
| 13 giugno | Torneo di Hannover 1954 Hannover, Germania Singolare - Doppio                             |                                          |                               |                         |                                                     |
| 14 giugno | North Queensland Championships 1954 Cairns, Australia Singolare - Doppio                  | Ridgway 7-5 6-4                          | Punchard                      |                         |                                                     |
| 14 giugno | North Queensland Championships 1954 Cairns, Australia Singolare - Doppio                  |                                          |                               |                         |                                                     |
| 14 giugno | Queensland Hard Court Championships 1954 Mackay, Australia Singolare - Doppio             | Ian Ayre 6-3 6-4                         | Prickett                      |                         |                                                     |
| 14 giugno | Queensland Hard Court Championships 1954 Mackay, Australia Singolare - Doppio             |                                          |                               |                         |                                                     |
| 14 giugno | Torneo di Maryborough 1954 Maryborough, Australia Singolare - Doppio                      | N. Langford 6-1 6-2                      | Ericksen                      |                         |                                                     |
| 14 giugno | Torneo di Maryborough 1954 Maryborough, Australia Singolare - Doppio                      |                                          |                               |                         |                                                     |
| 14 giugno | Victorian Hard Court Championships 1954 Melbourne, Australia Singolare - Doppio           | David Yates 6-1 6-4                      | Brian Tobin                   |                         |                                                     |
| 14 giugno | Victorian Hard Court Championships 1954 Melbourne, Australia Singolare - Doppio           |                                          |                               |                         |                                                     |
| 19 giugno | Southern Championships 1954 Atlanta, USA Singolare - Doppio                               | Tom Brown 2-6 6-1 6-2 1-6 6-1            | Eddie Moylan                  |                         |                                                     |
| 19 giugno | Southern Championships 1954 Atlanta, USA Singolare - Doppio                               |                                          |                               |                         |                                                     |
| 19 giugno | Queen's Club Championships 1954 Londra, Gran Bretagna Singolare - Doppio                  | Lew Hoad 8-6 6-4                         | Mervyn Rose                   |                         |                                                     |
| 19 giugno | Queen's Club Championships 1954 Londra, Gran Bretagna Singolare - Doppio                  |                                          |                               |                         |                                                     |
| 26 giugno | New Jersey State Championships 1954 Orange, USA Singolare - Doppio                        | Eddie Moylan 6-2 6-2 6-2                 | George Ball                   |                         |                                                     |
| 26 giugno | New Jersey State Championships 1954 Orange, USA Singolare - Doppio                        |                                          |                               |                         |                                                     |
| 26 giugno | National Collegiate Championships 1954 Seattle, USA Singolare - Doppio                    | Ham Richardson 6-1 6-2 6-3               | Bob Perry                     |                         |                                                     |
| 26 giugno | National Collegiate Championships 1954 Seattle, USA Singolare - Doppio                    |                                          |                               |                         |                                                     |
| 27 giugno | Torneo di Wynnum 1954 Wynnum, Australia Singolare - Doppio                                | Malcolm Anderson 6-4 6-4                 | Ian Ayre                      |                         |                                                     |
| 27 giugno | Torneo di Wynnum 1954 Wynnum, Australia Singolare - Doppio                                |                                          |                               |                         |                                                     |

### Luglio
| Settimana | Torneo                                                                                | Vincitore                                    | Finalista                    | Semifinalisti | Eliminati ai quarti |
| --------- | ------------------------------------------------------------------------------------- | -------------------------------------------- | ---------------------------- | ------------- | ------------------- |
| luglio    | Austrian International Championships 1954 ?, Austria Singolare - Doppio               | Kurt Nielsen 6-3 7-5 6-1                     | Malcolm Fox                  |               |                     |
| luglio    | Austrian International Championships 1954 ?, Austria Singolare - Doppio               |                                              |                              |               |                     |
| luglio    | Natal Championships 1954 Durban, Sudafrica Singolare - Doppio                         | Trevor Fancutt 2-6 4-6 6-2 6-3 6-4           | Ian Vermaak                  |               |                     |
| luglio    | Natal Championships 1954 Durban, Sudafrica Singolare - Doppio                         |                                              |                              |               |                     |
| 3 luglio  | Torneo di Wimbledon 1954 Londra, Gran Bretagna Singolare - Doppio                     | Jaroslav Drobný 13-11 4-6 6-2 9-7            | Ken Rosewall                 |               |                     |
| 3 luglio  | Torneo di Wimbledon 1954 Londra, Gran Bretagna Singolare - Doppio                     | Rex Hartwig Mervyn Rose 6-4, 6-4, 3-6, 6-4   | Vic Seixas Tony Trabert      |               |                     |
| 5 luglio  | Tri-State Championships 1954 Cincinnati, USA Singolare - Doppio                       | Straight Clark 8-6 6-1 6-1                   | Sam Giammalva                |               |                     |
| 5 luglio  | Tri-State Championships 1954 Cincinnati, USA Singolare - Doppio                       | Straight Clark Bill Talbert 6-3, 6-2, 6-0    | Al Harum Ed Rubinoff         |               |                     |
| 5 luglio  | Eastern Clay Court Championships 1954 Hackensack, USA Singolare - Doppio              | Eddie Moylan 6-0 6-2 6-4                     | Jerry DeWitts                |               |                     |
| 5 luglio  | Eastern Clay Court Championships 1954 Hackensack, USA Singolare - Doppio              |                                              |                              |               |                     |
| 5 luglio  | Missouri Valley Championships 1954 Missouri, USA Singolare - Doppio                   | Bernard Tut Bartzen 6-1 6-3                  | Gilbert A. Bogley            |               |                     |
| 5 luglio  | Missouri Valley Championships 1954 Missouri, USA Singolare - Doppio                   |                                              |                              |               |                     |
| 10 luglio | Western Championships 1954 Cincinnati, USA Singolare - Doppio                         | Vic Seixas 7-5 3-6 2-6 6-2 6-1               | Ham Richardson               |               |                     |
| 10 luglio | Western Championships 1954 Cincinnati, USA Singolare - Doppio                         |                                              |                              |               |                     |
| 10 luglio | Irish Championships 1954 Dublino, Irlanda Singolare - Doppio                          | Hugh Stewart 2-6 6-4 6-4 11-13 6-4           | Mervyn Rose                  |               |                     |
| 10 luglio | Irish Championships 1954 Dublino, Irlanda Singolare - Doppio                          |                                              |                              |               |                     |
| 10 luglio | Nottinghamshire Championships 1954 Nottingham, Gran Bretagna Singolare - Doppio       | John A. Barry 3-6 6-4 6-4                    | Mark Otway                   |               |                     |
| 10 luglio | Nottinghamshire Championships 1954 Nottingham, Gran Bretagna Singolare - Doppio       |                                              |                              |               |                     |
| 10 luglio | Durham Championships 1954 Sunderland, Gran Bretagna Singolare - Doppio                | Ramanathan Krishnan 6-3 1-6 6-4              | Tony Mottram                 |               |                     |
| 10 luglio | Durham Championships 1954 Sunderland, Gran Bretagna Singolare - Doppio                |                                              |                              |               |                     |
| 11 luglio | Midland Counties Championships 1954 Edgbaston, Gran Bretagna Singolare - Doppio       | Roger Becker 6-0 6-3                         | Budge Patty                  |               |                     |
| 11 luglio | Midland Counties Championships 1954 Edgbaston, Gran Bretagna Singolare - Doppio       |                                              |                              |               |                     |
| 11 luglio | Swedish International Hard Court Championships 1954 Båstad, Svezia Singolare - Doppio | Rex Hartwig 7-5 2-6 3-6 8-6 6-4              | Jaroslav Drobný              |               |                     |
| 11 luglio | Swedish International Hard Court Championships 1954 Båstad, Svezia Singolare - Doppio |                                              |                              |               |                     |
| 17 luglio | Essex Championships 1954 Frinton, Gran Bretagna Singolare - Doppio                    | Jeff Robson 6-2 6-2                          | John A. Barry                |               |                     |
| 17 luglio | Essex Championships 1954 Frinton, Gran Bretagna Singolare - Doppio                    |                                              |                              |               |                     |
| 17 luglio | Swiss International Championships 1954 Gstaad, Svizzera Singolare - Doppio            | Lew Hoad 6-4 11-9 6-4                        | Neale Fraser                 |               |                     |
| 17 luglio | Swiss International Championships 1954 Gstaad, Svizzera Singolare - Doppio            |                                              |                              |               |                     |
| 17 luglio | Torneo di Hoylake & West Kirby 1954 Hoylake, Gran Bretagna Singolare - Doppio         | Gerald D. Oakley 6-2 7-5                     | Koon-Hong Ip                 |               |                     |
| 17 luglio | Torneo di Hoylake & West Kirby 1954 Hoylake, Gran Bretagna Singolare - Doppio         |                                              |                              |               |                     |
| 17 luglio | U.S. Men's Clay Court Championships 1954 Illinois, USA Singolare - Doppio             | Bernard Tut Bartzen 6-2 4-6 6-0 6-2          | Tony Trabert                 |               |                     |
| 17 luglio | U.S. Men's Clay Court Championships 1954 Illinois, USA Singolare - Doppio             | Vic Seixas Tony Trabert                      |                              |               |                     |
| 18 luglio | Düsseldorf Championships 1954 Düsseldorf, Germania Singolare - Doppio                 | Jaroslav Drobný 6-2 5-7 6-4                  | Jack Arkinstall              |               |                     |
| 18 luglio | Düsseldorf Championships 1954 Düsseldorf, Germania Singolare - Doppio                 |                                              |                              |               |                     |
| 18 luglio | Torneo di Le Touquet 1954 Le Touquet, Francia Singolare - Doppio                      | Budge Patty 6-3 6-4                          | Orlando Sirola               |               |                     |
| 18 luglio | Torneo di Le Touquet 1954 Le Touquet, Francia Singolare - Doppio                      |                                              |                              |               |                     |
| 25 luglio | Cologne International 1954 Colonia, Germania Singolare - Doppio                       | Jaroslav Drobný 4-6 6-4 6-1 6-2              | Ernest Buchholz              |               |                     |
| 25 luglio | Cologne International 1954 Colonia, Germania Singolare - Doppio                       |                                              |                              |               |                     |
| 25 luglio | Torneo di Deauville 1954 Deauville, Francia Singolare - Doppio                        | Rex Hartwig 1-6 7-5 6-3 6-1                  | Lew Hoad                     |               |                     |
| 25 luglio | Torneo di Deauville 1954 Deauville, Francia Singolare - Doppio                        |                                              |                              |               |                     |
| 25 luglio | Denver City Championships 1954 Denver, USA Singolare - Doppio                         | Tony Trabert 4-6 6-1 7-5 6-8 9-7             | Gardnar Mulloy               |               |                     |
| 25 luglio | Denver City Championships 1954 Denver, USA Singolare - Doppio                         |                                              |                              |               |                     |
| 25 luglio | Pennsylvania Lawn Tennis Championship 1954 Haverford, USA Singolare - Doppio          | Vic Seixas 6-3 6-1 4-6 6-4                   | Arthur Larsen                |               |                     |
| 25 luglio | Pennsylvania Lawn Tennis Championship 1954 Haverford, USA Singolare - Doppio          |                                              |                              |               |                     |
| 25 luglio | South Queensland Championships 1954 Ipswich, Australia Singolare - Doppio             | Malcolm Anderson 6-3 8-6                     | N. Langford                  |               |                     |
| 25 luglio | South Queensland Championships 1954 Ipswich, Australia Singolare - Doppio             |                                              |                              |               |                     |
| 25 luglio | Canadian Championships 1954 Toronto, Canada Singolare - Doppio                        | Bernard Tut Bartzen 6-3 6-0 6-4              | Kosei Kamo                   |               |                     |
| 25 luglio | Canadian Championships 1954 Toronto, Canada Singolare - Doppio                        |                                              |                              |               |                     |
| 31 luglio | Slazenger Pro Championships 1954 Scarborough, Gran Bretagna Singolare - Doppio        | Peter Cawthorn 6-4 7-5 7-5                   | Arthur Gordon Roberts        |               |                     |
| 31 luglio | Slazenger Pro Championships 1954 Scarborough, Gran Bretagna Singolare - Doppio        | Peter Cawthorn Donald Tregonning 6-3 6-4 6-4 | Robert Colin Jacques Iemetti |               |                     |
| 31 luglio | Northumberland Championships 1954 Newcastle, Gran Bretagna Singolare - Doppio         | John A. Barry 6-3 6-0                        | J.A.T. Horn                  |               |                     |
| 31 luglio | Northumberland Championships 1954 Newcastle, Gran Bretagna Singolare - Doppio         |                                              |                              |               |                     |
| 31 luglio | Southampton Invitation 1954 Southampton, USA Singolare - Doppio                       | Eddie Moylan 6-0 6-2 6-4                     | Tony Trabert                 |               |                     |
| 31 luglio | Southampton Invitation 1954 Southampton, USA Singolare - Doppio                       |                                              |                              |               |                     |
| 31 luglio | Torneo di Tunbridge Wells 1954 Tunbridge Wells, Gran Bretagna Singolare - Doppio      | Mark Otway 6-2 6-4                           | Robert Howe                  |               |                     |
| 31 luglio | Torneo di Tunbridge Wells 1954 Tunbridge Wells, Gran Bretagna Singolare - Doppio      |                                              |                              |               |                     |
| 31 luglio | Worthing Hard Court Championships 1954 Worthing, Gran Bretagna Singolare - Doppio     | Jeff Robson 6-3 6-2                          | Geoffrey C. Pryor            |               |                     |
| 31 luglio | Worthing Hard Court Championships 1954 Worthing, Gran Bretagna Singolare - Doppio     |                                              |                              |               |                     |

### Agosto
| Settimana | Torneo                                                                                 | Vincitore                                       | Finalista                               | Semifinalisti | Eliminati ai quarti                                                                             |
| --------- | -------------------------------------------------------------------------------------- | ----------------------------------------------- | --------------------------------------- | ------------- | ----------------------------------------------------------------------------------------------- |
| agosto    | Istanbul International Championships 1954 Istanbul, Turchia Singolare - Doppio         | Władysław Skonecki 1-6 4-6 6-2 6-3 6-0          | Orlando Sirola                          |               |                                                                                                 |
| agosto    | Istanbul International Championships 1954 Istanbul, Turchia Singolare - Doppio         |                                                 |                                         |               |                                                                                                 |
| 1º agosto | Torneo di Cava de' Tirreni 1954 Cava de' Tirreni, Italia Singolare - Doppio            | Jaroslav Drobný 6-2 6-8 4-6 6-4 6-1             | Giuseppe Merlo                          |               |                                                                                                 |
| 1º agosto | Torneo di Cava de' Tirreni 1954 Cava de' Tirreni, Italia Singolare - Doppio            |                                                 |                                         |               |                                                                                                 |
| 7 agosto  | Torneo di Hull 1954 Hull, Gran Bretagna Singolare - Doppio                             | Jeff Robson 6-3 9-7                             | Ahmed                                   |               |                                                                                                 |
| 7 agosto  | Torneo di Hull 1954 Hull, Gran Bretagna Singolare - Doppio                             |                                                 |                                         |               |                                                                                                 |
| 8 agosto  | German Championships 1954 Amburgo, Germania Singolare - Doppio                         | Budge Patty 6-1 6-1 7-5                         | Sven Davidson                           |               |                                                                                                 |
| 8 agosto  | German Championships 1954 Amburgo, Germania Singolare - Doppio                         |                                                 |                                         |               |                                                                                                 |
| 8 agosto  | Eastern Grass Court Championships 1954 South Orange, USA Singolare - Doppio            | Lew Hoad 6-3 6-4 6-3                            | Ken Rosewall                            |               |                                                                                                 |
| 8 agosto  | Eastern Grass Court Championships 1954 South Orange, USA Singolare - Doppio            |                                                 |                                         |               |                                                                                                 |
| 14 agosto | British Pro Championships 1954 Eastbourne, Gran Bretagna Singolare - Doppio            | Arthur Gordon Roberts 6-2 1-6 6-4 6-3           | Donald Tregonning                       |               |                                                                                                 |
| 14 agosto | British Pro Championships 1954 Eastbourne, Gran Bretagna Singolare - Doppio            | Bill Moss Arthur Gordon Roberts 6-3 7-5 6-8 7-5 | D. Potter Donald Tregonning             |               |                                                                                                 |
| 14 agosto | East of England Championships 1954 Felixstowe, Gran Bretagna Singolare - Doppio        | Jeff Robson 8-6 9-7                             | Goeff L. Ward                           |               |                                                                                                 |
| 14 agosto | East of England Championships 1954 Felixstowe, Gran Bretagna Singolare - Doppio        |                                                 |                                         |               |                                                                                                 |
| 15 agosto | Bavarian Championships 1954 Monaco di Baviera, Germania Singolare - Doppio             | Budge Patty 6-4 6-2 6-4                         | Hugh Stewart                            |               |                                                                                                 |
| 15 agosto | Bavarian Championships 1954 Monaco di Baviera, Germania Singolare - Doppio             |                                                 |                                         |               |                                                                                                 |
| 15 agosto | Newport Casino Trophy 1954 Newport, USA Singolare - Doppio                             | Ham Richardson 6-3 9-7 1214 6-8 10-8            | Straight Clark                          |               |                                                                                                 |
| 15 agosto | Newport Casino Trophy 1954 Newport, USA Singolare - Doppio                             |                                                 |                                         |               |                                                                                                 |
| 15 agosto | Torneo di tennis di Viareggio 1954 Viareggio, Italia Singolare - Doppio                | Jaroslav Drobný 7-5 1917 6-3                    | Władysław Skonecki                      |               |                                                                                                 |
| 15 agosto | Torneo di tennis di Viareggio 1954 Viareggio, Italia Singolare - Doppio                |                                                 |                                         |               |                                                                                                 |
| 21 agosto | North of England Championships 1954 Scarborough, Gran Bretagna Singolare - Doppio      | Bobby Wilson 6-4 6-2                            | John A. Barry                           |               |                                                                                                 |
| 21 agosto | North of England Championships 1954 Scarborough, Gran Bretagna Singolare - Doppio      |                                                 |                                         |               |                                                                                                 |
| 22 agosto | Pacific Coast Pro Championships 1954 Beverly Hills, USA Cemento Singolare - Doppio     | Pancho Segura 4-6 6-4 9-7                       | Pancho Gonzales                         |               | Round robin Carl Earn John Faunce Fred Houghton George Lyttleton-Rogers Samuel Match Bob Rogers |
| 22 agosto | Pacific Coast Pro Championships 1954 Beverly Hills, USA Cemento Singolare - Doppio     | Carl Earn Samuel Match 6-4 7-5                  | George Lyttleton-Rogers Pancho Gonzales |               | Round robin Carl Earn John Faunce Fred Houghton George Lyttleton-Rogers Samuel Match Bob Rogers |
| 22 agosto | Torneo di Gympie 1954 Gympie, Australia Singolare - Doppio                             | Ian Ayre 1-6 6-2 7-5                            | Malcolm Anderson                        |               |                                                                                                 |
| 22 agosto | Torneo di Gympie 1954 Gympie, Australia Singolare - Doppio                             |                                                 |                                         |               |                                                                                                 |
| 22 agosto | Torneo di Ortisei 1954 Ortisei, Italia Singolare - Doppio                              | Jaroslav Drobný 6-2 6-4                         | Tony Mottram                            |               |                                                                                                 |
| 22 agosto | Torneo di Ortisei 1954 Ortisei, Italia Singolare - Doppio                              |                                                 |                                         |               |                                                                                                 |
| 22 agosto | Germantown Club Championships 1954 Filadelfia, USA Singolare - Doppio                  | Bob Perry 6-0 7-5                               | Herbert Flam                            |               |                                                                                                 |
| 22 agosto | Germantown Club Championships 1954 Filadelfia, USA Singolare - Doppio                  |                                                 |                                         |               |                                                                                                 |
| 22 agosto | Schroon Crest Invitation 1954 Schroon Lake, USA Singolare - Doppio                     | Luis Ayala 6-2 3-6 6-2 6-1                      | Jack W. Frost                           |               |                                                                                                 |
| 22 agosto | Schroon Crest Invitation 1954 Schroon Lake, USA Singolare - Doppio                     |                                                 |                                         |               |                                                                                                 |
| 28 agosto | Torneo di Budleigh Salterton 1954 Budleigh Salterton, Gran Bretagna Singolare - Doppio | Geoffrey C. Pryor 7-5 6-1                       | Tony Trabert                            |               |                                                                                                 |
| 28 agosto | Torneo di Budleigh Salterton 1954 Budleigh Salterton, Gran Bretagna Singolare - Doppio |                                                 |                                         |               |                                                                                                 |
| 28 agosto | Nassau Bowl 1954 Glen Cove, USA Singolare - Doppio                                     | Tom Brown 6-3 6-3                               | Gordon Forbes                           |               |                                                                                                 |
| 28 agosto | Nassau Bowl 1954 Glen Cove, USA Singolare - Doppio                                     |                                                 |                                         |               |                                                                                                 |
| 29 agosto | Torneo di Cortina d'Ampezzo 1954 Cortina d'Ampezzo, Italia Singolare - Doppio          | Jaroslav Drobný 6-1 6-0 6-4                     | Giuseppe Merlo                          |               |                                                                                                 |
| 29 agosto | Torneo di Cortina d'Ampezzo 1954 Cortina d'Ampezzo, Italia Singolare - Doppio          |                                                 |                                         |               |                                                                                                 |
| 30 agosto | Torneo di Roma 1954 Roma, Australia Singolare - Doppio                                 | Ian Ayre 6-2 6-3                                | Les Flanders                            |               |                                                                                                 |
| 30 agosto | Torneo di Roma 1954 Roma, Australia Singolare - Doppio                                 |                                                 |                                         |               |                                                                                                 |

### Settembre
| Settimana    | Torneo                                                                                       | Vincitore                                  | Finalista               | Semifinalisti | Eliminati ai quarti |
| ------------ | -------------------------------------------------------------------------------------------- | ------------------------------------------ | ----------------------- | ------------- | ------------------- |
| 5 settembre  | Eastern Mediterranean Championships 1954 Atene, Grecia Singolare - Doppio                    | Kurt Nielsen 5-7 8-6 6-2 9-7               | Paul Remy               |               |                     |
| 5 settembre  | Eastern Mediterranean Championships 1954 Atene, Grecia Singolare - Doppio                    |                                            |                         |               |                     |
| 5 settembre  | Torneo di Baden-Baden 1954 Baden Baden, Germania Singolare - Doppio                          | Jaroslav Drobný 9-11 4-6 6-2 6-3 6-2       | Giuseppe Merlo          |               |                     |
| 5 settembre  | Torneo di Baden-Baden 1954 Baden Baden, Germania Singolare - Doppio                          |                                            |                         |               |                     |
| 8 settembre  | Sydney Metropolitan Hard Court Championships 1954 Sydney, Australia Singolare - Doppio       | Max Anderson 6-4 5-7 6-3                   | Malcolm Anderson        |               |                     |
| 8 settembre  | Sydney Metropolitan Hard Court Championships 1954 Sydney, Australia Singolare - Doppio       |                                            |                         |               |                     |
| 12 settembre | U.S. National Championships 1954 New York, USA Singolare - Doppio                            | Vic Seixas 3-6 6-2 6-4 6-4                 | Rex Hartwig             |               |                     |
| 12 settembre | U.S. National Championships 1954 New York, USA Singolare - Doppio                            | Vic Seixas Tony Trabert 3-6, 6-4, 8-6, 6-3 | Lewis Hoad Ken Rosewall |               |                     |
| 14 settembre | South of England Championships 1954 Eastbourne, Gran Bretagna Singolare - Doppio             | Geoffrey Paish 6-2 2-6 7-5                 | Bobby Wilson            |               |                     |
| 14 settembre | South of England Championships 1954 Eastbourne, Gran Bretagna Singolare - Doppio             |                                            |                         |               |                     |
| 19 settembre | Yugoslavia International Championships 1954 Belgrado, Jugoslavia Singolare - Doppio          | Jack Arkinstall 1-6 6-2 6-0                | Tony Mottram            |               |                     |
| 19 settembre | Yugoslavia International Championships 1954 Belgrado, Jugoslavia Singolare - Doppio          |                                            |                         |               |                     |
| 19 settembre | Southern Transvaal Championships 1954 Johannesburg, Sudafrica Singolare - Doppio             | Russell Seymour 6-1 3-6 6-1 10-12 6-0      | Eric Sturgess           |               |                     |
| 19 settembre | Southern Transvaal Championships 1954 Johannesburg, Sudafrica Singolare - Doppio             |                                            |                         |               |                     |
| 21 settembre | Pacific Southwest Championships 1954 Los Angeles, USA Singolare - Doppio                     | Vic Seixas 7-5 6-3 6-4                     | Tony Trabert            |               |                     |
| 21 settembre | Pacific Southwest Championships 1954 Los Angeles, USA Singolare - Doppio                     |                                            |                         |               |                     |
| 26 settembre | Coupe Porée 1954 Parigi, Francia Singolare - Doppio                                          | Budge Patty 6-4 6-2 7-5                    | Ubert Vincent           |               |                     |
| 26 settembre | Coupe Porée 1954 Parigi, Francia Singolare - Doppio                                          |                                            |                         |               |                     |
| 29 settembre | USPLTA Fall Championships 1954 Woodside, USA Singolare - Doppio                              | Bobby Riggs 6-3 6-2                        | Bruce Thomas            |               |                     |
| 29 settembre | USPLTA Fall Championships 1954 Woodside, USA Singolare - Doppio                              | Leonard Hartman Bruce Thomas 6-2 7-5       | Bobby Riggs Jerry Adler |               |                     |
| 29 settembre | Perth Amboy Invitation 1954 (William H. Rhodes Memorial) Perth Amboy, USA Singolare - Doppio | Harold Burrows 6-3 6-2 6-0                 | Irvin Dorfman           |               |                     |
| 29 settembre | Perth Amboy Invitation 1954 (William H. Rhodes Memorial) Perth Amboy, USA Singolare - Doppio |                                            |                         |               |                     |
| 29 settembre | Pacific Coast Championships 1954 San Francisco, USA Singolare - Doppio                       | Tony Trabert 6-3, 6-4, 6-3                 | Vic Seixas              |               |                     |
| 29 settembre | Pacific Coast Championships 1954 San Francisco, USA Singolare - Doppio                       | Non disputato                              |                         |               |                     |

### Ottobre
| Settimana  | Torneo                                                                                      | Vincitore                       | Finalista          | Semifinalisti | Eliminati ai quarti |
| ---------- | ------------------------------------------------------------------------------------------- | ------------------------------- | ------------------ | ------------- | ------------------- |
| ottobre    | OFS Championships 1954 Bloemfontein, Sudafrica Singolare - Doppio                           | Russell Seymour 6-3 8-6 7-5     | du Toit            |               |                     |
| ottobre    | OFS Championships 1954 Bloemfontein, Sudafrica Singolare - Doppio                           |                                 |                    |               |                     |
| ottobre    | Florida State Championships 1954 Delray Beach, USA Singolare - Doppio                       | Malcolm Fox 6-3 7-5 2-6 6-3     | Anthony Vincent    |               |                     |
| ottobre    | Florida State Championships 1954 Delray Beach, USA Singolare - Doppio                       |                                 |                    |               |                     |
| ottobre    | Bermuda International Championships 1954 Hamilton, Bermuda Singolare - Doppio               | Irvin Dorfman 6-1 6-1           | Jordan Bentley     |               |                     |
| ottobre    | Bermuda International Championships 1954 Hamilton, Bermuda Singolare - Doppio               |                                 |                    |               |                     |
| 4 ottobre  | ACT Championships 1954 Canberra, Australia Singolare - Doppio                               | Warren Woodcock 6-0 6-1         | Graham A. Regan    |               |                     |
| 4 ottobre  | ACT Championships 1954 Canberra, Australia Singolare - Doppio                               |                                 |                    |               |                     |
| 4 ottobre  | Torneo di Pau 1954 Pau, Francia Singolare - Doppio                                          | Budge Patty 6-2 3-6 6-3 6-1     | Ubert Vincent      |               |                     |
| 4 ottobre  | Torneo di Pau 1954 Pau, Francia Singolare - Doppio                                          |                                 |                    |               |                     |
| 14 ottobre | Pan American International Championships 1954 Città del Messico, Messico Singolare - Doppio | Tony Trabert 2-6 6-2 6-2 6-2    | Mario Llamas       |               |                     |
| 14 ottobre | Pan American International Championships 1954 Città del Messico, Messico Singolare - Doppio |                                 |                    |               |                     |
| 16 ottobre | British Covered Court Championships 1954 Londra, Gran Bretagna Singolare - Doppio           | Jaroslav Drobný 7-5 7-9 6-4 6-4 | Władysław Skonecki |               |                     |
| 16 ottobre | British Covered Court Championships 1954 Londra, Gran Bretagna Singolare - Doppio           |                                 |                    |               |                     |
| 19 ottobre | Algeria International Championships 1954 Algeri, Francia Singolare - Doppio                 | Budge Patty 3-6 6-4 6-4 7-5     | Paul Remy          |               |                     |
| 19 ottobre | Algeria International Championships 1954 Algeri, Francia Singolare - Doppio                 |                                 |                    |               |                     |
| 23 ottobre | Sydney Metropolitan Grass Court Championships 1954 Sydney, Australia Singolare - Doppio     | George Worthington 6-2 10-8     | Don Candy          |               |                     |
| 23 ottobre | Sydney Metropolitan Grass Court Championships 1954 Sydney, Australia Singolare - Doppio     |                                 |                    |               |                     |
| 24 ottobre | South Coast Championships 1954 Southport, Australia Singolare - Doppio                      | Ian Ayre 7-5 6-2                | Ron Clements       |               |                     |
| 24 ottobre | South Coast Championships 1954 Southport, Australia Singolare - Doppio                      |                                 |                    |               |                     |

### Novembre
| Settimana   | Torneo                                                                                  | Vincitore                                        | Finalista                | Semifinalisti                                                   | Eliminati ai quarti                                |
| ----------- | --------------------------------------------------------------------------------------- | ------------------------------------------------ | ------------------------ | --------------------------------------------------------------- | -------------------------------------------------- |
| 4 novembre  | Rio Championships 1954 Rio de Janeiro, Brasile Singolare - Doppio                       | Fausto Gardini 2-6 6-3 6-3 6-2                   | Giuseppe Merlo           |                                                                 |                                                    |
| 4 novembre  | Rio Championships 1954 Rio de Janeiro, Brasile Singolare - Doppio                       |                                                  |                          |                                                                 |                                                    |
| 6 novembre  | Queensland Championships 1954 Brisbane, Australia Singolare - Doppio                    | Lew Hoad 6-4 6-4 0-6 0-6 6-1                     | Rex Hartwig              |                                                                 |                                                    |
| 6 novembre  | Queensland Championships 1954 Brisbane, Australia Singolare - Doppio                    |                                                  |                          |                                                                 |                                                    |
| 6 novembre  | Palace Hotel Covered Court Championships 1954 Torquay, Gran Bretagna Singolare - Doppio | Mike Davies 6-4 6-2                              | Gerald D. Oakley         |                                                                 |                                                    |
| 6 novembre  | Palace Hotel Covered Court Championships 1954 Torquay, Gran Bretagna Singolare - Doppio |                                                  |                          |                                                                 |                                                    |
| 8 novembre  | Coupe Albert Canet 1954 Parigi, Francia Singolare - Doppio                              | Budge Patty 6-4 9-7 6-4                          | Orlando Sirola           |                                                                 |                                                    |
| 8 novembre  | Coupe Albert Canet 1954 Parigi, Francia Singolare - Doppio                              |                                                  |                          |                                                                 |                                                    |
| 9 novembre  | Italian Pro Championships 1954 , Italia Singolare - Doppio                              | Fattori 6-3 6-3 6-2                              | Rolando Del Bello        |                                                                 |                                                    |
| 9 novembre  | Italian Pro Championships 1954 , Italia Singolare - Doppio                              | Rolando Del Bello Marcello Del Bello 6-3 6-3 6-2 | Fattori Monetti          |                                                                 |                                                    |
| 12 novembre | Sao Paulo Championships 1954 San Paolo, Brasile Singolare - Doppio                      | Jaroslav Drobný 6-2 4-6 6-8 6-2 6-3              | Fausto Gardini           |                                                                 |                                                    |
| 12 novembre | Sao Paulo Championships 1954 San Paolo, Brasile Singolare - Doppio                      |                                                  |                          |                                                                 |                                                    |
| 14 novembre | Swiss Covered Court Championships 1954 Ginevra, Svizzera Singolare - Doppio             | Budge Patty 3-6 6-3 10-12 6-1 7-5                | Orlando Sirola           |                                                                 |                                                    |
| 14 novembre | Swiss Covered Court Championships 1954 Ginevra, Svizzera Singolare - Doppio             |                                                  |                          |                                                                 |                                                    |
| 21 novembre | Perth Spring Tournament 1954 Perth, Australia Singolare - Doppio                        | Clive Wilderspin 6-3 6-4 6-2                     | Arthur D. Marshall       |                                                                 |                                                    |
| 21 novembre | Perth Spring Tournament 1954 Perth, Australia Singolare - Doppio                        |                                                  |                          |                                                                 |                                                    |
| 22 novembre | New South Wales Championships 1954 Sydney, Australia Singolare - Doppio                 | Rex Hartwig 6-3, 6-4, 8-6                        | Mervyn Rose              | John Bromwich Ken Rosewall                                      | Lew Hoad Ham Richardson Lennart Bergelin Don Candy |
| 22 novembre | New South Wales Championships 1954 Sydney, Australia Singolare - Doppio                 | Mervyn Rose Rex Hartwig                          | Lew Hoad Ken Rosewall    | John Bromwich Ken Rosewall                                      | Lew Hoad Ham Richardson Lennart Bergelin Don Candy |
| 22 novembre | Swiss Pro Championships 1954 Basilea, Svizzera Singolare - Doppio                       | Jacques Iemetti 6-3 7-5                          | R. Del Bello             |                                                                 |                                                    |
| 22 novembre | Swiss Pro Championships 1954 Basilea, Svizzera Singolare - Doppio                       | Jacques Iemetti R. Del Bello 8-6 4-6 6-4 4-6 7-5 | Hans Huonder H. Albrecht |                                                                 |                                                    |
| 26 novembre | Australian Pro Championships 1954 Perth, Australia Erba Singolare                       | Frank Sedgman 5-7 6-3 6-4                        | Pancho Segura            | Round Robin Pancho Gonzales Dinny Pails Max Bonner Ken McGregor |                                                    |

### Dicembre
| Settimana   | Torneo                                                                                | Vincitore                       | Finalista       | Semifinalisti | Eliminati ai quarti |
| ----------- | ------------------------------------------------------------------------------------- | ------------------------------- | --------------- | ------------- | ------------------- |
| 2 dicembre  | Argentina International Championships 1954 Buenos Aires, Argentina Singolare - Doppio | Enrique Morea 2-6 6-3 6-3 6-0   | Jaroslav Drobný |               |                     |
| 2 dicembre  | Argentina International Championships 1954 Buenos Aires, Argentina Singolare - Doppio |                                 |                 |               |                     |
| 4 dicembre  | Victorian Championships 1954 Melbourne, Australia Singolare - Doppio                  | Ken Rosewall 6-1 4-6 6-1 7-5    | Vic Seixas      |               |                     |
| 4 dicembre  | Victorian Championships 1954 Melbourne, Australia Singolare - Doppio                  |                                 |                 |               |                     |
| 5 dicembre  | Championships of Peru 1954 Lima, Perù Singolare - Doppio                              | Jaroslav Drobný 1-6 6-4 7-5 6-3 | Arthur Larsen   |               |                     |
| 5 dicembre  | Championships of Peru 1954 Lima, Perù Singolare - Doppio                              |                                 |                 |               |                     |
| 12 dicembre | US Hard Court Championships 1954 La Jolla, USA Singolare - Doppio                     | Gilbert Shea 6-1 6-4 6-4        | Eddie Moylan    |               |                     |
| 12 dicembre | US Hard Court Championships 1954 La Jolla, USA Singolare - Doppio                     |                                 |                 |               |                     |
| 19 dicembre | Tunisian International Championships 1954 Tunisi, Francia Singolare - Doppio          | Budge Patty 4-6 6-3 6-2 6-4     | Fausto Gardini  |               |                     |
| 19 dicembre | Tunisian International Championships 1954 Tunisi, Francia Singolare - Doppio          |                                 |                 |               |                     |
| 28 dicembre | Geelong Christmas Tournament 1954 Geelong, Australia Singolare - Doppio               | Bob Mark 6-4 6-2                | Dawé            |               |                     |
| 28 dicembre | Geelong Christmas Tournament 1954 Geelong, Australia Singolare - Doppio               |                                 |                 |               |                     |
| 31 dicembre | Sugar Bowl Invitation 2 1954 New Orleans, USA Singolare - Doppio                      | Eddie Moylan 6-0 4-6 6-1 6-2    | Tom Brown       |               |                     |
| 31 dicembre | Sugar Bowl Invitation 2 1954 New Orleans, USA Singolare - Doppio                      |                                 |                 |               |                     |

## Pro tour
Nel corso dell'anno si giocarono diversi tornei che facevano parte dei pro tour: un insieme di tornei con pochi partecipanti: da 2, 4 o 6 giocatori in cui i migliori tennisti professionisti si sfidavano in scontri diretti in varie località. Il vincitore del tour era il tennista che aveva un vantaggio nei testa a testa con gli altri giocatori.
| Data                  | Località             | Nome del tour                 | Partecipanti                                                                |
| --------------------- | -------------------- | ----------------------------- | --------------------------------------------------------------------------- |
| 3 gennaio - 30 maggio | Stati Uniti e Canada | World Pro Tour 1954           | Pancho Gonzales Pancho Segura Frank Sedgman Don Budge Carl Earn Bobby Riggs |
| settembre - ottobre   | Estremo Oriente      | Far East Pro Tour 1954        | Pancho Gonzales Pancho Segura Frank Sedgman Jack Kramer                     |
| novembre (inizio)     | Australia            | Australian Pro Tour 1954-1955 | 1) Pancho Gonzales 2) Frank Sedgman Pancho Segura 4) Ken McGregor           |